# ファビオ・ボリーニ
ファビオ・ボリーニ（Fabio Borini, 1991年3月29日 - ）は、イタリア・ベンティヴォーリオ出身の元同国代表サッカー選手。UCサンプドリア所属。ポジションはFW（左ウィング、センターフォワード）。

## クラブ歴
父親の影響もあって幼い頃からボローニャFCのサポーターとして育った。9歳であった2001年にそのユースチームの一員となる。
やがてイタリアを訪れていたチェルシーFCのスカウトの目に止まり、2007年に16歳で同クラブのユースチームへと加わる。そして、2008-09シーズンにはリザーブチームのスタメンの座を勝ち取り、ストライカーとして10得点を挙げる。
FAユースカップ・マンチェスター・ユナイテッドFC戦でもゴールを決めてカルロ・アンチェロッティ監督の評価を得ると、次のシーズンからトップチームのベンチにしばしば入るようになる。プレミアリーグにおいては2009年9月20日のトッテナム・ホットスパーFC戦にてニコラ・アネルカとの交代という形でデビューを飾っている。2010-11シーズン後半戦はスウォンジー・シティAFCにレンタル移籍し、12試合に出場して6得点を挙げた。
2011年7月1日、フリートランスファーでパルマFCへ完全移籍した。8月31日にASローマへレンタル移籍。2012年1月24日付でパルマとローマの共同保有となった。
2011-12シーズンはリーグ戦24試合に出場して9ゴールを挙げる活躍を見せ、シーズン終了後にローマに完全移籍したが、2012年7月13日にチェルシーユースとスウォンジーの恩師であるブレンダン・ロジャーズが監督に就任したリヴァプールFCに移籍した。
しかし、怪我の影響で活躍できず、2013年9月1日、サンダーランドAFCにレンタル移籍が決定。
2017年6月30日、ACミランへ買取義務付きのレンタル移籍が決定。買い取り移籍金は600万ユーロ。翌年には完全移籍へ移行した。
2020年1月14日、エラス・ヴェローナFCへ移籍した。契約期間は2020年6月30日まで。リーグ戦16試合出場3ゴールを記録。シーズン終了に伴い契約満了となった。
2021年1月よりトルコのファティ・カラギュムリュクSKに加入。同胞のエミリアーノ・ヴィヴィアーノやミラン時代のチームメイトであるルーカス・ビリアと昇格組のクラブで再会した。
2023年7月10日、UCサンプドリアに移籍した。

## 代表歴
世代別代表として2010年UEFA U-19欧州選手権に出場した。2012年2月29日のアメリカとの親善試合に途中出場しA代表デビューを果たした。また、クラブでの活躍が評価されてUEFA EURO 2012のメンバーにも選ばれている。

## 個人成績
2020年1月14日現在
| クラブ                | シーズン | リーグ | リーグ | カップ | カップ | リーグカップ | リーグカップ | 国際大会 | 国際大会 | その他 | その他 | 通算 | 通算 |
| クラブ                | シーズン | 出場   | 得点   | 出場   | 得点   | 出場         | 得点         | 出場     | 得点     | 出場   | 得点   | 出場 | 得点 |
| --------------------- | -------- | ------ | ------ | ------ | ------ | ------------ | ------------ | -------- | -------- | ------ | ------ | ---- | ---- |
| チェルシー            | 2009-10  | 4      | 0      | 2      | 0      | 1            | 0            | 1        | 0        | —      | —      | 8    | 0    |
| スウォンジー (loan)   | 2010-11  | 9      | 6      | 0      | 0      | 0            | 0            | —        | —        | 3      | 0      | 12   | 6    |
| ローマ (loan)         | 2011-12  | 24     | 9      | 2      | 1      | —            | —            | —        | —        | —      | —      | 26   | 10   |
| リヴァプール          | 2012-13  | 13     | 1      | 1      | 0      | 0            | 0            | 6        | 1        | —      | —      | 20   | 2    |
| リヴァプール          | 2014-15  | 12     | 1      | 2      | 0      | 2            | 0            | 2        | 0        | —      | —      | 18   | 1    |
| リヴァプール          | 通算     | 25     | 2      | 3      | 0      | 2            | 0            | 8        | 1        | —      | —      | 38   | 3    |
| サンダーランド (loan) | 2013-14  | 32     | 7      | 3      | 0      | 5            | 3            | —        | —        | —      | —      | 40   | 10   |
| サンダーランド        | 2015-16  | 26     | 5      | 0      | 0      | 1            | 0            | —        | —        | —      | —      | 27   | 5    |
| サンダーランド        | 2016-17  | 24     | 2      | 2      | 0      | 0            | 0            | —        | —        | —      | —      | 26   | 2    |
| サンダーランド        | 通算     | 82     | 14     | 5      | 0      | 6            | 3            | —        | —        | —      | —      | 93   | 17   |
| ミラン (loan)         | 2017-18  | 28     | 2      | 4      | 0      | —            | —            | 11       | 3        | —      | —      | 43   | 5    |
| ミラン                | 2018-19  | 20     | 2      | 3      | 0      | —            | —            | 5        | 1        | 1      | 0      | 29   | 3    |
| ミラン                | 2019-20  | 2      | 0      | 0      | 0      | —            | —            | 0        | 0        | 0      | 0      | 2    | 0    |
| ミラン                | 通算     | 50     | 4      | 7      | 0      | —            | —            | 16       | 4        | 1      | 0      | 74   | 8    |
| 総通算                | 総通算   | 194    | 35     | 19     | 1      | 9            | 3            | 25       | 5        | 5      | 0      | 252  | 44   |

### 試合数
国際Aマッチ 1試合 0得点（2012年）
| イタリア代表 | 国際Aマッチ | 国際Aマッチ |
| 年           | 出場        | 得点        |
| ------------ | ----------- | ----------- |
| 2012         | 1           | 0           |
| 通算         | 1           | 0           |